# 서러브레드

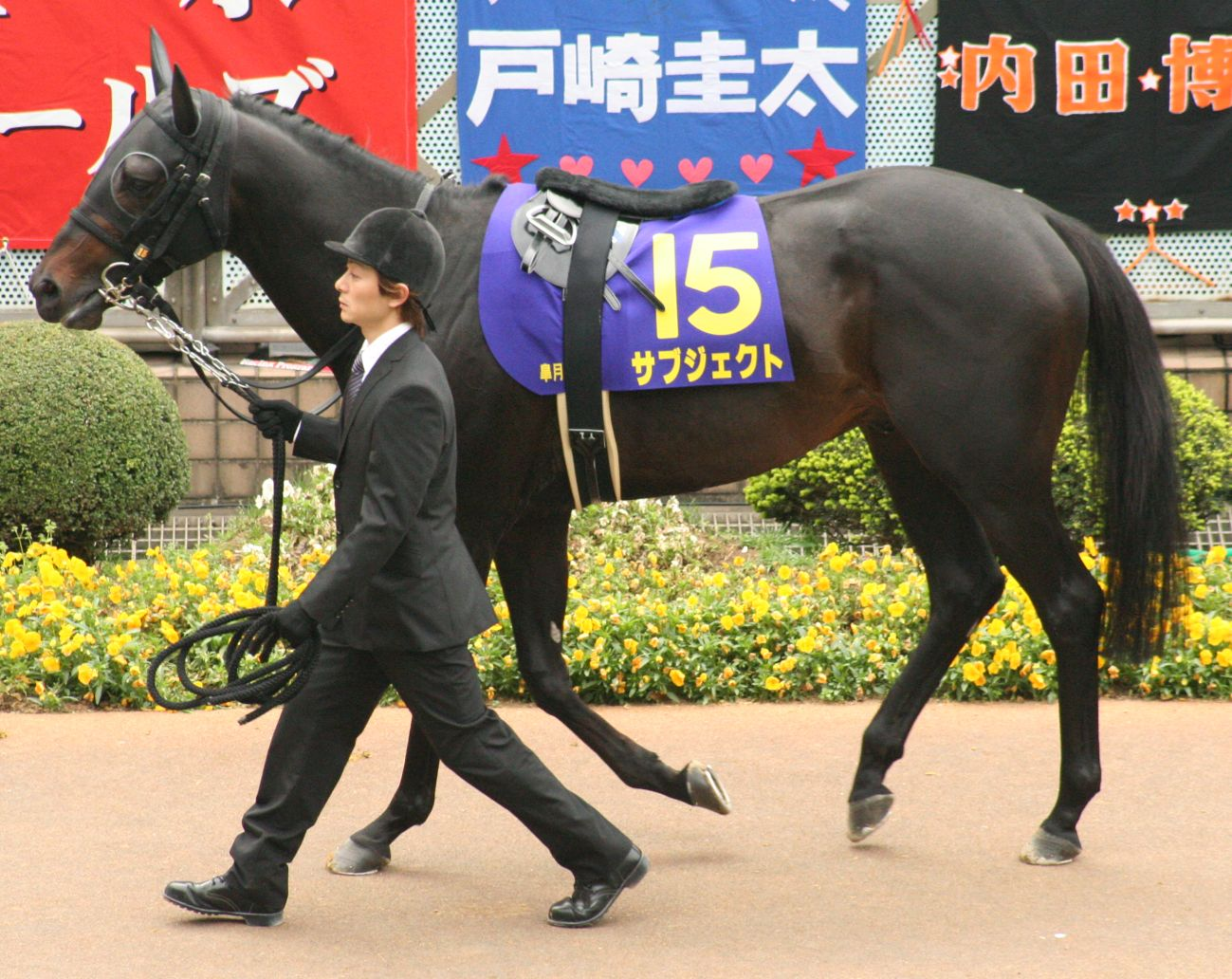
서러브레드

서러브레드종(영어: Thoroughbred)은 현재 경주마의 거의 대부분을 차지하고 있으며, 오로지 경주마로서만 개량된 쿼터호스와 함께 세계에서 가장 빠르고 몸이 잘 발달된 세련된 품종이다. 17세기 영국에서 경주 능력이 우수한 말을 개량 발굴하기 위해 영국 재래 암말에 아랍 수말을 교배시켜 만든 품종으로, 300여 년간 경주 능력이 우수한 말끼리 교배시켜 번식해왔다.
서러브레드의 3대 시조라 불리는 바이얼리 터크(Byerley Turk), 달리 아라비안(Darley Arabian), 고돌핀 아라비안(Godolphin Arabian)과 영국의 토산종 암말을 교배시킨 결과 스피드가 뛰어나고 힘이 넘치는 혈통인 지금의 서러브레드가 탄생하게 됐다. 모계는 17세기 영국에서 지구력과 속력이 뛰어난 말을 기초로 개량을 거듭, 서러브레드는 더욱 경주에 적합한 품종으로 진화했고, 오늘날 전 세계 대부분의 경마 시행국은 서러브레드로 경마를 시행하고 있다. 특히 서러브레드의 80% 이상은 달리 아라비안의 자손들이고, 역사상 최강의 말로 손꼽히는 이클립스 역시 달리 아라비안의 자손이다. 경주능력에 의한 종마의 선발법이 확립되었고, 1791년 서러브레드 혈통서가 처음 만들어진 후 서러브레드끼리의 교배로 개량되어 현재에 이르렀다.
서러브레드는 세계 각지에서 품종개량에 이용되고 있으며 주로 아랍종과의 교배로 프랑스의 앵글로아랍, 헝가리의 기드란, 러시아의 오를로프 및 독일의 트라케너, 안달루시안과 교배시킨 미국의 쿼터호스 등의 승용마, 또 옛날 영국의 행상인이 사용한 강건한 말에 반복 교배시켜서 얻은 클리블랜드베이, 노퍽말과 교배된 해크니 등의 만마 외에 거의 모든 품종개량에 공헌했다. 또한, 서러브레드는 높이뛰기와 사냥에도 이용된다. 많은 폴로경기용 말도 서러브레드의 일종이다.

## 신체적 특징
작은 머리와 두툼한 가슴, 곧은 등을 가졌고, 다리는 길고 오랫동안 쉽게 걸을 수 있도록 짧은 뼈로 되어 있다. 특히 관절은 잘 발달되어 있다. 피부는 얇고 혈관이 비쳐 보인다. 눈은 커다랗게 둥글고 밝으며 귀는 약간 길고, 콧구멍은 크고 목은 곧고 가늘다. 엉덩이는 경사진 것도 있지만, 수평에 가까운 것이 많다. 털 색깔은 보통 적갈색이지만 극히 드물게는 검은색이나 회색인 것도 있으며 체고는 160 cm 내외 체중은 500 kg 전후다.

## 참고 자료
- 이 문서에는 다음커뮤니케이션(현 카카오)에서 GFDL 또는 CC-SA 라이선스로 배포한 글로벌 세계대백과사전의 내용을 기초로 작성된 글이 포함되어 있습니다.